# Volkan Bozkir
Volkan Bozkır (22 de novembro de 1950) é um diplomata e político turco que serviu como ministro de relações com a União Europeia de novembro de 2015 a maio de 2016. Foi nomeado Presidente da 75ª Assembleia Geral da ONU em 15 de setembro de 2020.